# Edvard Persson
För skidåkaren, se Edvard Persson (skidåkare).
Carl Edvard Persson, född 17 januari 1888 i S:t Pauli församling i Malmö, död 19 september 1957 i Jonstorps församling i Höganäs kommun, var en svensk skådespelare och sångare. Han var en av Sveriges mest folkkära filmskådespelare, som i film efter film spelade munter och godmodig skåning.

## Familj

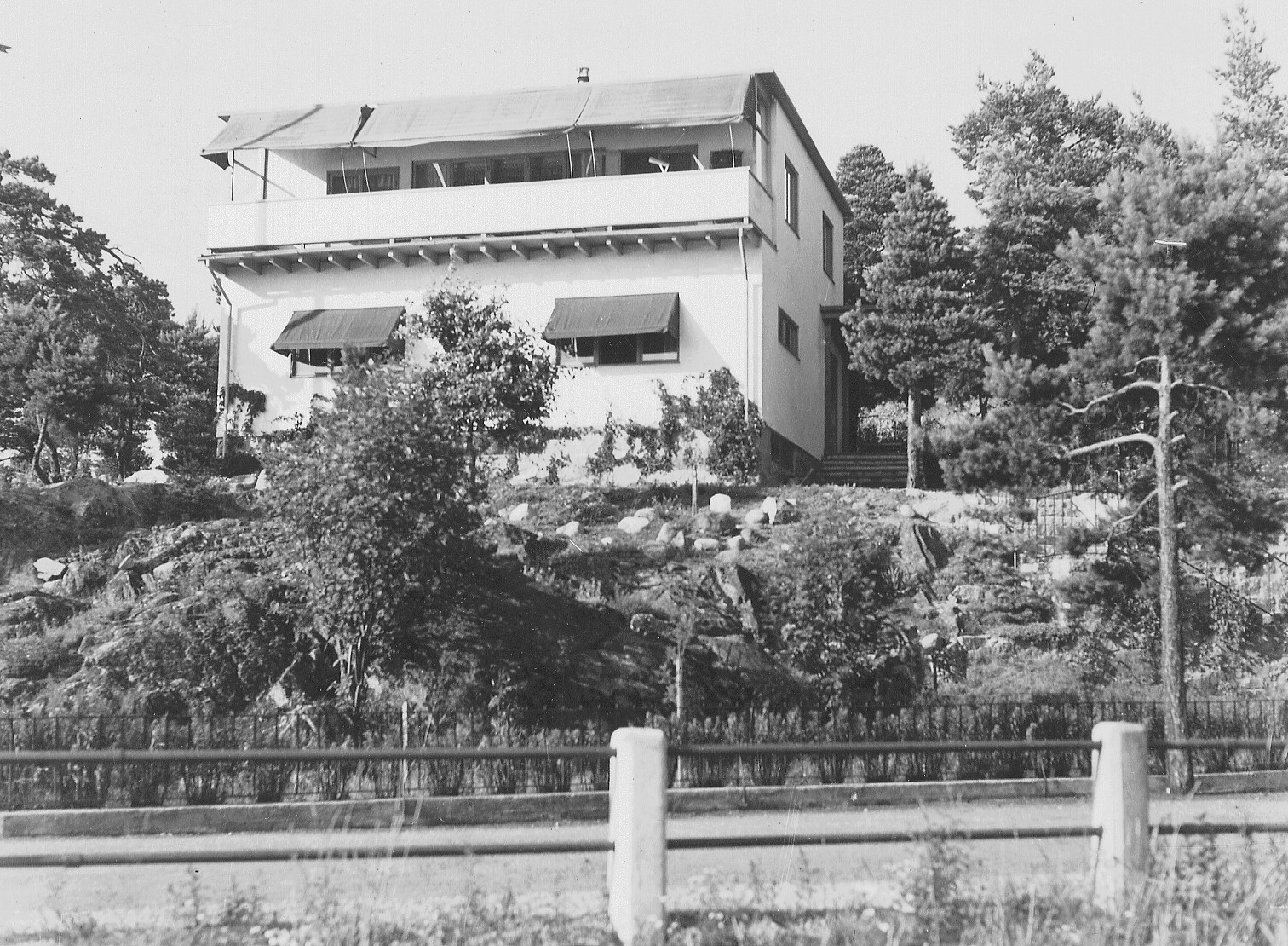
Perssons villa på Stora Essingen

Edvard Persson var son till timmermannen Anders Persson, född 1854 i Genarp, och hans hustru Bengta Olsson, född 1854 i Anderslöv. Vid Edvard Perssons födelse bodde familjen på Mjölnaregatan i Malmö. Han var det sjätte barnet i en skara på nio.
Åren 1916–1933 var Edvard Persson gift med pianisten Ellen Rosengren och från 1933 till sin död med skådespelerskan Mim Persson, född Ekelund.
Han fick två söner med Ellen Rosengren, båda födda i Finland: Harry Persson (1914–2008) och Olle Persson (1915–1998).

## Biografi

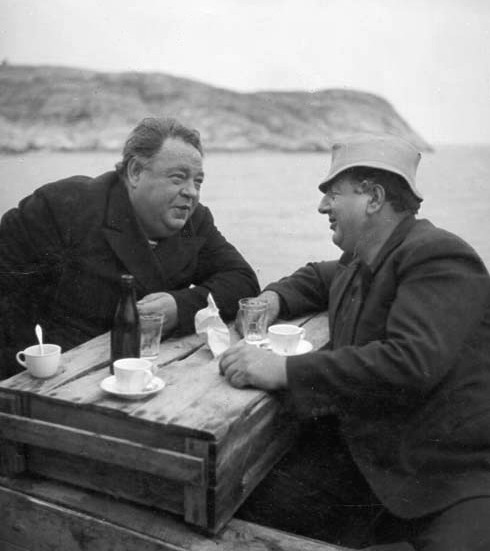
Edvard Persson (v) och stuntmannen Allan Waldner (h) under en paus vid inspelningen av Baldevins bröllop 1938.

Persson kom efter skolgång i Malmö som tolvåring i byggmästarlära hos sin far. Han inledde sin skådespelarbana som tonåring med amatörteater i Malmö Folkets hus. Han rymde som 16-åring till Stockholm för att söka in till Dramatiska teaterns elevskola, men fick rådet att i stället börja spela direkt. Han var först statist men spelade sedan teater, fars, revy och operetter med kringresande teatersällskap. 1909 mötte han sin blivande första hustru Ellen Rosengren. De flyttade tillsammans till Helsingfors och bodde där i sju år. Persson var då främst verksam vid Apolloteatern i Helsingfors. Efter att ha återvänt till Malmö 1919 arbetade han hos Axel Lindblad på Folkteatern, men övergick 1925 till Hipp. Persson började bli alltmer populär inte bara som sångare utan även som skådespelare på Hipp och Friluftsteatern.
Redan under tiden på Hippodromteatern i Malmö på 1920-talet, under ledning av Oscar Winge, spelade han tillsammans med Adolf Jahr in ett par enkla och anspråkslösa stumfilmer. Den första filmrollen fick Persson 1924 i stumfilmen Studenterna på Tröstehult, vars handling var hämtad från en av de pjäser han hade agerat i på Folkets Hus teater. Sedan följde bland annat På kryss med Blixten (1927).
1932 kom Edvard Persson till Stockholm, där han först tillhörde Ernst Rolfs revyenseble och efter dennes död Björn Hodells och senare Karl Gerhards revysällskap. När han senare blev mer populär som filmskådespelare kom han helt att övergå till filmen.
Hans första ljudfilm var Söderkåkar (1932). 1933 skrev Edvard Persson kontrakt med Europa Film. Den avtalade årslönen var 24 000 kronor. Åren 1933–1956 gjorde Europa Film under ledning av Gustav Scheutz ett trettiotal filmer med sin vinstmaskin och främsta ansikte utåt i huvudrollen. Han var populär inte bara i Sverige utan även i det tyskockuperade Danmark på grund av sitt lantliga lugn och spridande av gemenskap i orostider. Hans filmer Söder om landsvägen och Kalle på Spången kunde gå på biografer fyra gånger om dagen i mer än ett år. Med stor skicklighet blandade han komiska och sentimentala effekter samt framträdde med sång. Söder om landsvägen exporterades till och med till Afrika. Edvard Persson medverkade 1946 i den första färgfilmen i Sverige, Klockorna i Gamla Sta'n.
I augusti 1946 reste Persson med S/S Drottningholm till USA, där han genom sina filmer blivit populär bland svenskamerikanerna. På turnén Jens Månsson i Amerika i Amerikas svenskbygder gav han ett trettiofemtal konserter och resan blev senare uppslag till en ny film.
Edvard Persson spelade in 45 långfilmer, varav sju stumfilmer, samt gjorde 226 insjungningar på 78-varvsskivor. Kända sånger är bland andra "Lite grann från ovan", "Vi klarar oss nog ändå" och "Jag har bott vid en landsväg".
Edvard Perssons popularitet avtog kraftigt mot slutet av 1940-talet. År 1950 flyttade han med sin andra hustru Mim till Jonstorp i nordvästra Skåne. Hans hälsa blev allt sämre och han fick problem med hjärtat.  År 1957 dog han av en hjärnblödning, 69 år gammal, verksam in i det sista.

## Edvard Perssons minne
Fastigheten på Mjölnaregatan 5 i Malmö, där Edvard Persson var född och uppvuxen, har försetts med en (idag försvunnen) minnesplakett. Insamlingar har skett för att hedra honom med en staty i Malmö, som dock inte inbringat tillräckligt med pengar och Malmö stad har hittills inte velat ge tillskott. 
Hans grav finns på Jonstorps kyrkogård.
Edvard Perssons sånger har spelats in senare av andra. Exempelvis gjorde Peps Persson 1982 skivan Persson sjonger Persson, där han sjunger Edvard Persson-låtar på sin reggae-skånska. Annat exempel är Östen Warnerbring som 1967 gjorde Östen sjunger Edvard Persson.
Kvällsposten instiftade 1979 Edvardpriset, som årligen utdelas till framstående personer inom svenskt nöjesliv, komik, skådespeleri och musik.
1987 gjordes en dramadokumentär för SVT om Edvard Perssons liv med titeln Allt ljus på mig!, med Michael Segerström i rollen som Persson. Redan 1985 hade Segerström gestaltat Persson i den egna pjäsen Edvard och jag på Tidningsteatern och turné i Sverige.

## Filmografi

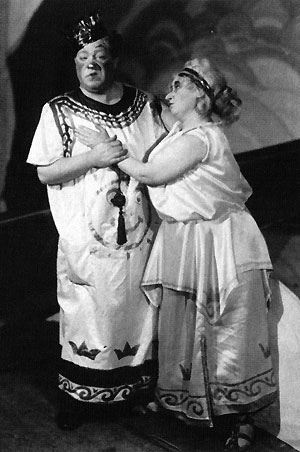
Edvard Persson med Jullan Kindahl i Orfeus i underjorden på Hippodromen i Malmö 1926.

- 1924 – Studenterna på Tröstehult
- 1925 – Miljonär för en dag
- 1925 – Den gamla herrgården
- 1927 – På kryss med Blixten
- 1927 – Kvick som Blixten
- 1927 – Vad kvinnan vill
- 1928 – Hattmakarens bal
- 1932 – Sten Stensson Stéen från Eslöv på nya äventyr
- 1932 – Söderkåkar
- 1932 – Två hjärtan och en skuta
- 1932 – Rolfexpressen
- 1933 – Hemliga Svensson
- 1933 – Augustas lilla felsteg
- 1933 – Den farliga leken
- 1933 – Lördagskvällar
- 1934 – Flickorna från Gamla sta'n
- 1934 – Kvinnorna kring Larsson
- 1935 – Larsson i andra giftet
- 1935 – Tjocka släkten
- 1936 – Våran pojke
- 1936 – Söder om landsvägen
- 1937 – Än leva de gamla gudar
- 1938 – Baldevins bröllop
- 1939 – Skanör-Falsterbo
- 1939 – Kalle på Spången
- 1940 – Blyge Anton
- 1940 – En sjöman till häst
- 1941 – Soliga Solberg
- 1941 – Ridå-Lasse debuterar
- 1941 – Snapphanar
- 1942 – Sol över Klara
- 1942 – Stinsen på Lyckås
- 1943 – Livet på landet
- 1944 – När seklet var ungt
- 1945 – Den glade skräddaren
- 1946 – Klockorna i Gamla sta'n (Sveriges första färgfilm)
- 1946 – Davis Cup
- 1947 – Jens Månsson i Amerika
- 1947 – De obesegrade
- 1948 – Vart hjärta har sin saga
- 1948 – Glada paraden
- 1949 – Sven Tusan
- 1949 – Huset nr 17
- 1950 – Pimpernel Svensson
- 1951 – Greve Svensson
- 1953 – Flickan från Backafall
- 1954 – En natt på Glimmingehus
- 1955 – Blå himmel
- 1956 – Där möllorna gå...
- 1959 – Djurgårdsmässan

### Manus
- 1924 – Studenterna på Tröstehult
- 1925 – Miljonär för en dag
- 1925 – Den gamla herrgården
- 1927 – På kryss med Blixten
- 1927 – Vad kvinnan vill
- 1928 – Hattmakarens bal
- 1933 – Den farliga leken
- 1935 – Larsson i andra giftet
- 1938 – Baldevins bröllop
- 1939 – Skanör-Falsterbo
- 1939 – Kalle på Spången
- 1940 – En sjöman till häst
- 1945 – Den glade skräddaren
- 1948 – Vart hjärta har sin saga

### Regi
- 1924 – Studenterna på Tröstehult
- 1925 – Miljonär för en dag
- 1925 – Den gamla herrgården
- 1927 – På kryss med Blixten
- 1927 – Vad kvinnan vill
- 1928 – Hattmakarens bal

## Teater

### Roller (ej komplett)
| År   | Roll        | Produktion                                     | Regi        | Teater        |
| ---- | ----------- | ---------------------------------------------- | ----------- | ------------- |
| 1933 | Schwejk     | Den tappre soldaten Schwejk Jaroslav Hašek     | Oscar Winge | Södra Teatern |
| 1934 | Medverkande | Sol över Söder, revy                           |             | Södra Teatern |
| 1936 | Medverkande | Köpmännen i Nordens Venedig, revy Karl Gerhard |             | Folkteatern   |

## Melodier
- Kalle på Spången
- Abbekåsagåsen Joakim
- Livet på landet
- Jag har bott vid en landsväg
- Lite grann från ovan[10]
- Ja ä en liten påg från Skåne[10]
- Vi klarar oss nog ändå
- En liden vid kanin
- Alla är vi sjömän
- Klockorna i Gamla sta'n
- Skånska slott och herresäten